# Rabia Balkhi (dichteres)

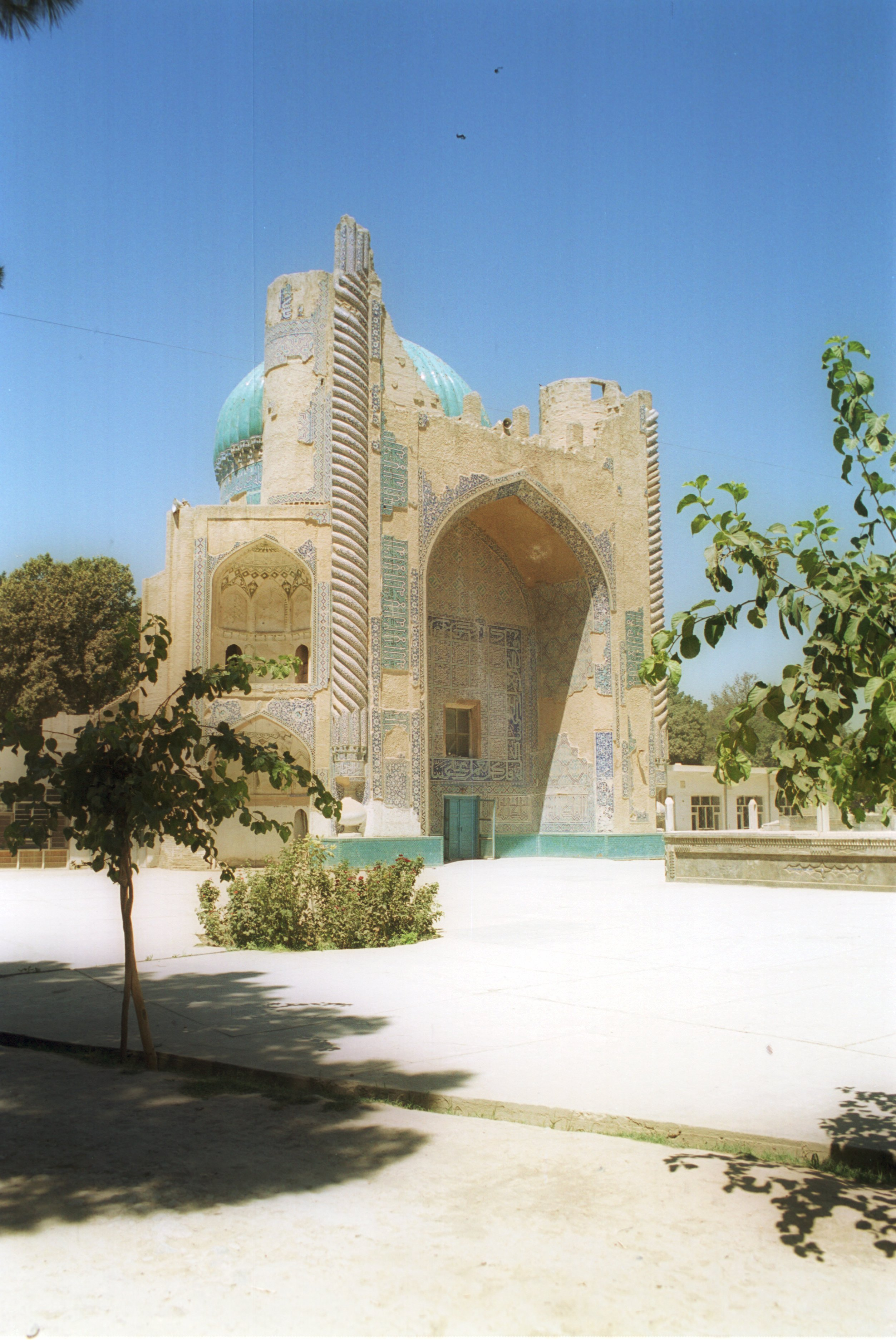
De Groene moskee

Rabia Balkhi, dochter van Kab Qozdari, was een Perzische dichteres uit de stad Balch in Beloetsjistan in het huidige Afghanistan. Balkhi leefde in de eerste helft van de 10e eeuw en was de de eerste Perzische vrouwelijke dichter in het tijdperk van de Samaniden. Ook veel andere poëten in die tijd kwamen uit Balch, zoals Shahid Balkhi, Abolmoyayed Balkhi, Onsori I Balkhi en Bou Shakour Balkhi.

## Levensloop
De dichter Rudaki (~859 - ~940) noemde Rabia in zijn geschriften, dus hoewel er niets bekend is over
haar geboorte of sterfdatum weten we dat ze in die tijd geleefd moet hebben.
Rabia stamde uit een welgestelde invloedrijke familie. Haar vader was vermoedelijk
gouverneur, zij kreeg, evenals alle dochters en zonen van welgestelden, goed onderwijs dat bijdroeg aan haar intellectuele ontwikkeling.
Ze verdiepte zich onder meer in literatuur, filosofie en poëzie, ze schreef haar gedichten voornamelijk in het Dari (Oost-Perzisch of Hofperzisch), wat bijzonder was, aangezien Arabisch destijds de dominante taal was voor literatuur en wetenschap.
Haar graf wordt aangewezen in Balch in een park bij de Groene Moskee met het mausoleum van van de 15e-eeuwse Naqshbandiyya soefi Khwaja Abu Nasr Parsa (overleden in 1460). Het heiligdom wordt vereerd er zijn scholen, ziekenhuizen en wegen naar haar vernoemd.
Het graf van Rabia werd overigens pas begin jaren zestig van de 20e eeuw ontdekt in een park in Balch. 
Of dit echt haar graf is is onduidelijk, de opgraving en onderzoeken werden niet professineel uitgevoerd er werd geen of nauwelijks onderzoek gedaan naar of aan de stoffelijke resten.
Het was in die tijd erg belangrijk om plaatsen te hebben waar, wellicht uit nationalistische overwegeningen, de cultuur werd gevierd. In 2012 werd het graf gerestaureerd en voorzien van een betonnen overkoepeling.

## Œuvre
In haar werk sprak ze openhartig over liefde, verlangen, en pijn in een tijd waarin 
het ongebruikelijk was dat vrouwen zich publiekelijk uitspraken over gevoelens.
Ze was gepassioneerd en had een sterk gevoel van onafhankelijkheid, haar poëzie was intens en ze gebruikte
de taal om innerlijke gewaarwordingen tot realiteit te brengen.
Er zijn nog (2025) slechts  zeven werken van Rabia bekend haar verzameld werk is vernietigd of in de loop der tijd verdwenen.
Maar de weinige gedichten die zij naliet, getuigen van haar rijke smaak en meesterschap in de poëzie. 
Rabia wordt wel de moeder van de Perzische poëzie genoemd. 
Zij introduceerde Bahor (Poëzie over de natuur en met name de lente) en Ozani (gezongen gedichten).
Het is waarschijnlijk dat zij de eerste was die het door haar gebruikte metrum in haar gedichten toepaste. 
Rabia Balkhi was geen mystieke dichter, maar later werd haar imago door schrijvers als 
Attar Neyshaburi en Jami beschreven als een mysticus.

## Legende
Haar levenseinde werd beschreven in een verhaal die Atar Neyshaburi over haar schreef. Van deze legende werd door Nazir Films in 1964 in Afghanistan een film geproduceerd, Raba e Balkhi (فلم افغانی _رابعه بلخی).

### Voorspel
De ontmoeting met Bektash.
Na de dood van Kab bestijgt haar broer Harith de troon van zijn vader en tijdens een van zijn koninklijke feesten ontmoet ze Bektash, een van Hariths belangrijkste slaven. (Attar beschreef de positie van de Bektash aan het hof als die van de belangrijkste bewaarder van de schatkist.) Rabia wordt meteen verliefd op Bektash.  Haar hofdame en vriendin Rana bemiddelt als die begrijpt dat Rabia interesse heeft in Bektash. Rabia schrijft een brief aan Bektash, maakt een tekening van zichzelf, plakt deze op de brief en geeft de brief aan Rana zodat zij deze aan Bektash kan afleveren.  Wanneer Bektash de brief van Rabia leest en haar afbeelding ziet, wordt hij verliefd op haar en beantwoordt haar brief. Deze geheime correspondentie duurt voort en Rabia stuurt talloze gedichten in haar brieven naar Bektash.

### Tragisch einde
Op een dag ontmoet Rabia Rudaki, die onderweg is naar Buchara, Rudaki is gefascineerd door Rabia's poëzie en bewondert haar. Hij gaat met haar in gesprek en denkt met haar na en wordt verliefd. De meester droeg die dag vele gedichten aan haar voor en het meisje stuurde hem haar antwoorden.
Rudaki reist vervolgens naar Buchara en draagt bij een banket aan het hof van de Samanidische emir Nasr II een gedicht voor dat hij over Rabia schreef. De emir is daar erg blij mee, wanneer Rudaki hiernaar wordt gevraagd, vertelt hij de emir het verhaal over zijn kennismaking met Rabia en haar liefde voor Bektash, maar hij weet niet dat Harith ook bij het banket aanwezig is en van het verhaal hoort. Harith wordt heel boos en keert terug naar Balkh. Nadat hij in de kamer van Bektash een doos met gedichten van Rabia vindt, vermoedt hij dat er sprake is van een geheime relatie. Hij geeft opdracht om Bektash in de gevangenis te gooien,  Rabia naar een badhuis te brengen, haar polsen door te snijden en de deur naar het badhuis te blokkeren met stenen en pleisterwerk. De volgende dag, als ze de deur van het badhuis openen, zien ze het levenloze lichaam van Rabia, die met haar vinger op de muur van het badhuis, met haar eigen bloed, gedichten heeft geschreven die gericht zijn aan Bektash. Bektash ontsnapt met behulp van Rnanuit de gevangenis en onthoofdt 's nachts Harith. Daarna gaat hij naar het graf van Rabia en pleegt zelfmoord om zo met haar.
- Gemeinsame Normdatei: 130386197
- International Standard Name Identifier: 0000 0000 2028 4451
- Virtual International Authority File: 8492299